# Ichstedt
Ichstedt est une commune allemande de l'arrondissement de Kyffhäuser, Land de Thuringe.

## Géographie
Le village se situe tout à l'est du parc naturel de Kyffhäuser. Au nord se trouve la frontière avec la Saxe-Anhalt.

## Histoire
Ichstedt est mentionné pour la première fois en 874 dans une charte signée par Louis II de Germanie. On estime sa création entre 750 et 802. Il y avait un Wasserburg qui est devenu un manoir. Il servait à surveiller le Helme. Durant le XVIIIe siècle et le XIXe siècle, le village se rénove.

## Source, notes et références
- (de) Cet article est partiellement ou en totalité issu de l’article de Wikipédia en allemand intitulé « Ichstedt » (voir la liste des auteurs).